# 藤井克典
藤井 克典（ふじい かつのり、1967年3月1日 - ）は、NHKのシニアアナウンサー。

## 人物
山口県立山口高等学校を経て早稲田大学第一文学部卒業後、1990年入局。

## 挿話
- 2004年10月23日の新潟県中越地震発生時ならびに2005年3月20日の福岡県西方沖地震発生時において、東京・渋谷のニュースセンターから、第一報を伝えた。
- 元プロサッカー選手で現徳島ヴォルティスユース監督兼育成チーフの平田英治は高校の同級生で、出身大学も同じ。
- 2023年7月1日付でAI自動音声部へ異動。

## 過去の担当番組
松江放送局時代（1990年度 - 1992年度）
- 島根県のニュース・中継・リポート

東京アナウンス室時代（1度目）（1993年度 - 1997年度）
- ことばてれび（1994年5月27日）
- はるばると世界旅（1994年9月7日）
- 生活ほっとモーニング（1995年5月 - 1998年3月）

松山放送局時代（1998年度 - 2000年度）
- 愛媛県のニュース・中継・リポート
- 四国羅針盤　キャスター

東京アナウンス室時代（2度目）（2001年度 - 2005年7月）
- インターネット ディベート
- 特報首都圏 2002.4 - 2004.3
- 首都圏ニュース845     2002.2.12 - 25
- 正午ニュース　土日　2004.4 - 2005.3
- NHKニュース（午後6時）　土日　2004.4 - 2005.3
- 首都圏ニュース　土日　2004.4 - 2005.3

山口放送局時代（2005年8月 - 2009年度）
- 山口県のニュース・中継・リポート
- 放送部副部長

東京アナウンス室時代（3度目）（2010年度 - 2012年度）
編成局計画管理部時代（2013年度 - 2015年5月）
- アナウンサーによる活動休止
- NHKとっておきサンデー　2014.2.16（編成局計画管理部副部長の立場で出演）

札幌放送局時代（2015年6月 - 2019年6月）
- 北海道アナウンス統括業務
- 北海道のニュース

東京アナウンス室時代（4度目）（2019年7月 - 2023年6月）

## 同期のアナウンサー
- 辻智太郎（高松→松江→松山→横浜→東京→別部署→和歌山→水戸→ラジオセンター）
- 田中学（放送文化研究所）
- 高谷智泰（大分→長野→松山→岡山→長野→東京→消費者事務局→長野(副局長)）
- 和田哲（旭川→盛岡→札幌→秋田→ラジオセンター→室蘭→ラジオC→甲府→ラジオC→新潟）
- 田中崇裕（福井→釧路→札幌→東京アナウンス室→福岡→大阪→G-Media出向→岐阜→神戸）
- 阿部渉（秋田→横浜→東京アナウンス室）
- 伊藤雄彦（鳥取→前橋→東京アナウンス室→大阪→東京→札幌→東京→日本語センター出向→大阪）
- 緒方宏一郎（福島→仙台→青森→熊本→横浜→秋田→制作局→経理局→日本語センター）
- 坂本朋彦（山口→北九州→名古屋→水戸→東京アナウンス室→仙台→日本語センター出向→編成局）
- 柴田徹（青森→仙台→神戸→名古屋→ラジオセンター→山形→大阪→熊本→山形→青森）
- 武田真一（熊本→松山→東京アナウンス室→沖縄→東京→大阪→退職）
- 田代純（徳島→富山→名古屋→東京アナウンス室→大阪→神戸→大津→退職）
- 冨坂和男（長野→大津→東京アナウンス室→大阪→札幌→G-Media出向→大阪）
- 広瀬靖浩（高知→宮崎→福岡→札幌→長崎→東京→新潟→鹿児島→福岡→水戸）
- 廣田直敬（沖縄→岐阜→静岡→東京アナウンス室→名古屋→東京→鹿児島→東京→鳥取→名古屋）
- 福井裕一郎（長崎→東京→福岡→ラジオセンター→東京→福島→編成局→仙台→名古屋→東京→ラジオセンター）
- 森本健成（釧路→東京→大阪→東京→札幌→東京→他部署）
- 山口勝（新潟→東京アナウンス室→名古屋→東京→放送文化研究所→横浜）